# Fontana (ceramisti)
Fontana è una famiglia attiva nel campo della pittura delle ceramiche.

## Storia
Originaria di Casteldurante (oggi Urbania), la famiglia Scippe si trasferì ad Urbino, dove Guido Schippe, figlio di Niccolò (che è conosciuto come Niccolò Pellipario ed è considerato il capostipite di questa famiglia di ceramisti e di maiolicari) assunse il cognome Fontana, intorno al 1553.

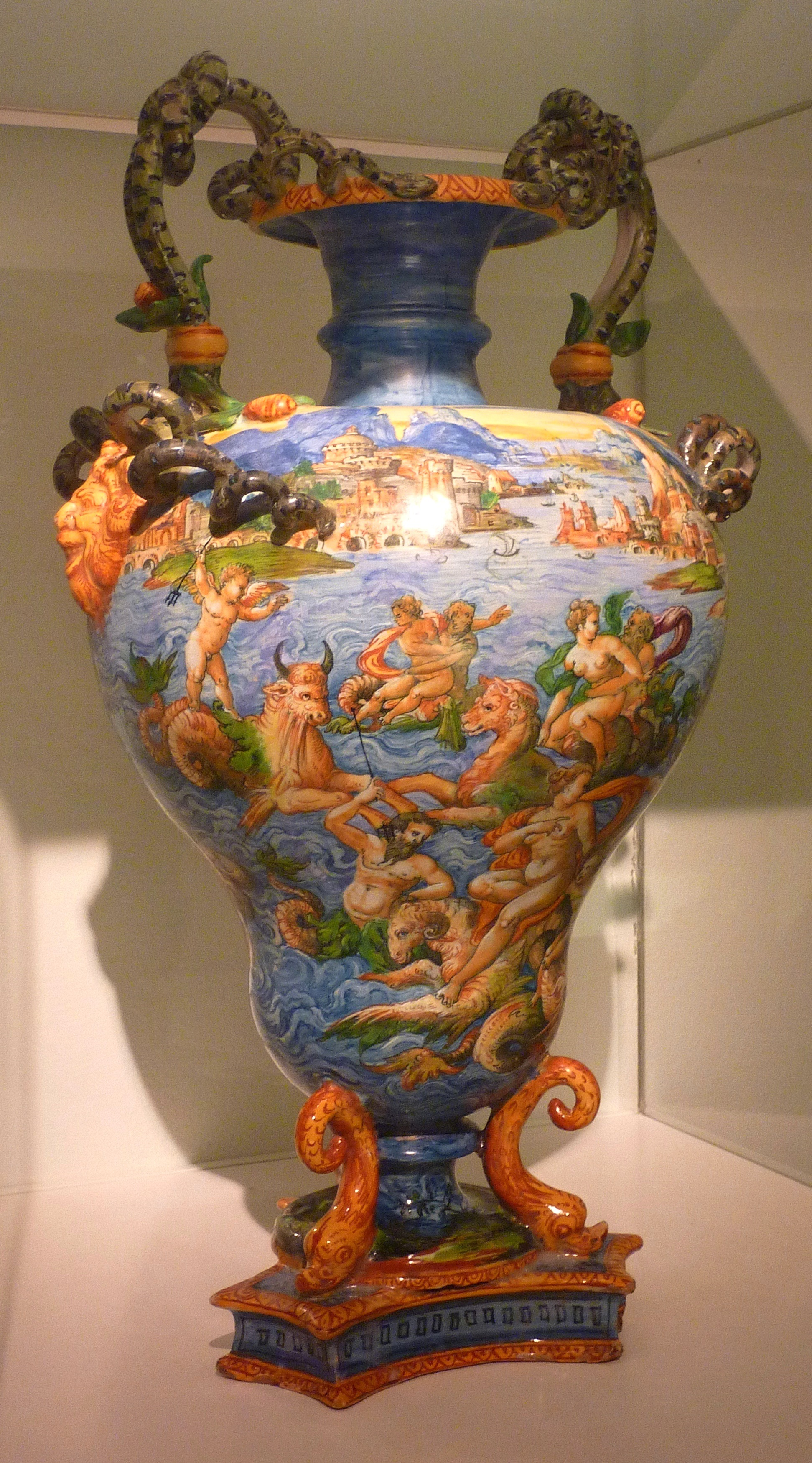
Orazio Fontana, anfora con Poseidone e Afrodite Museo nazionale di arti decorative (Madrid)

## I ceramisti
- Niccolò Pellipario - o Nicola, figlio di Battista Schippe, conosciuto anche come Nicola da Urbino - (ante 1466-ante 1511). Non deve essere confuso con Nicola di Gabriele Sbraghe, un ceramista della stessa epoca, operante ad Urbino. Niccolò sposò Vittoria Costanzi da Fossombrone, da cui ebbe Guido. Con il fratello Simone, Niccolò era stato prima conciatore e commerciante di pelli a Casteldurante; poi si era trasferito con la famiglia ad Urbino, in una casa nel quartiere di Ponte Vecchio, ed era diventato un noto decoratore di ceramiche. Nella sua bottega si formò il figlio Guido.

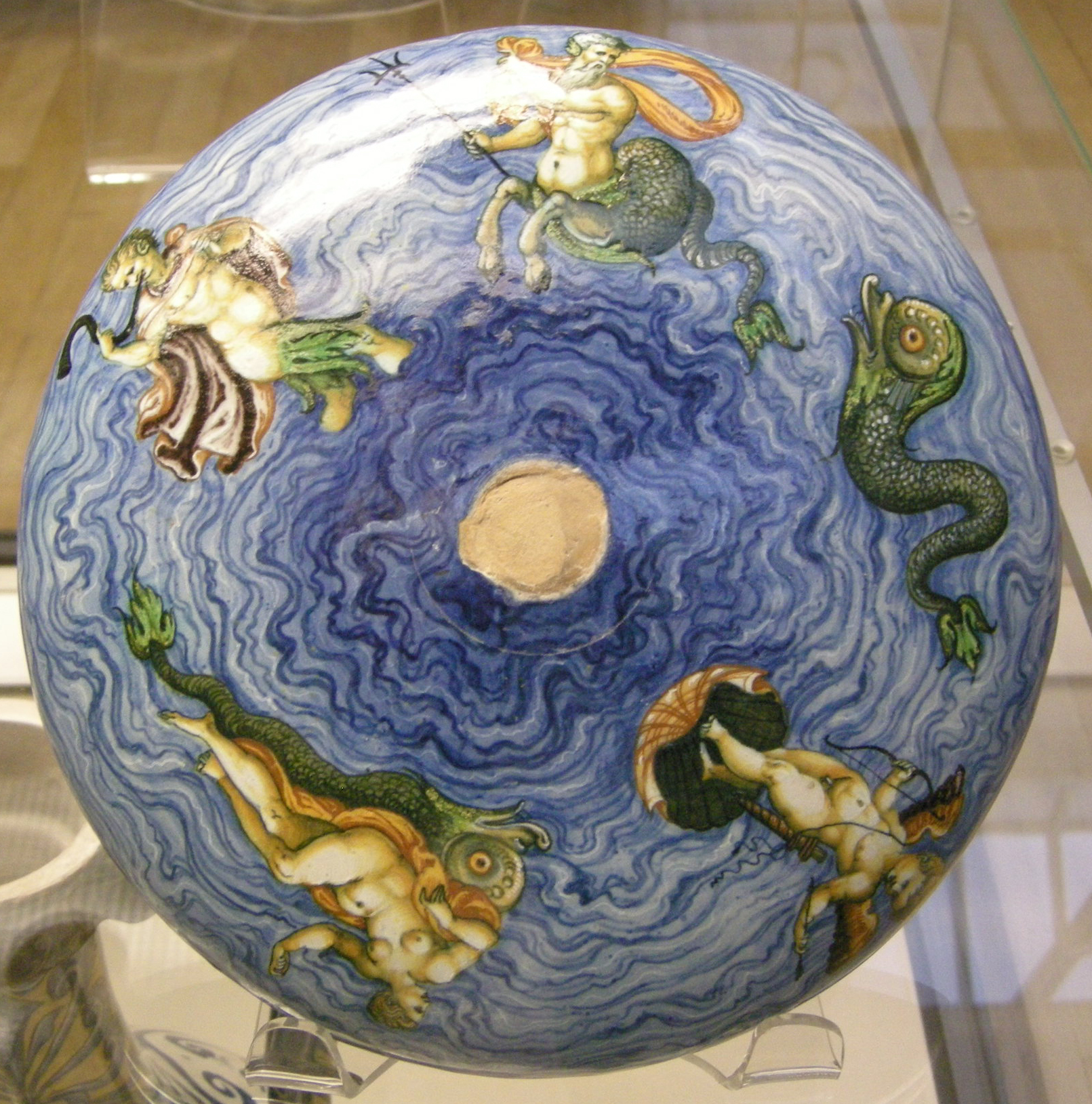
Urbino, bottega di Guido Durantino (Guido Fontana), recto del piatto con soldati e mostri marini, 1545-1565 circa, British Museum

- Guido Fontana (1490-1576), noto anche come Guido Durantino. Intorno al 1520 sposò ad Urbino Giovanna, figlia di Bernardino Vici.[1] Nel 1522 acquistò una casa ad Urbino, nel borgo dì San Paolo, con la fornace e il magazzino. Nella sua bottega si formarono, prima come lavoranti e poi come artisti autonomi, i suoi figli Orazio, Nicola I e Camillo. Al duca Francesco Maria Della Rovere fornì, per la villa imperiale di Pesaro, mattoni smaltati in bianco o in blu, per realizzare pavimenti a scacchiera. Per disaccordi col figlio Orazio, decise di dividersi da lui. L'atto di divisione ci consegna l'inventario dei crediti della bottega e il contenuto della fabbrica. A Guido, oltre alla casa e alla vaseria, restarono lavori in "stile compendiario" e alla veneziana, altri lavori cotti o da cuocere e il materiale in dotazione alla bottega. Orazio assunse l'onere di tenere con sé, per tre anni, i nipoti Domitilla e Flaminio, figli del defunto suo fratello Nicola I.[2] Urbino, bottega di Guido Durantino (Guido Fontana), recto del piatto con soldati e mostri marini, 1545-1565 circa, British Museum Nel 1576 Guido dettò le sue ultime volontà: suoi eredi erano il figlio Camillo, i nipoti Virginia e Flaminio - figli rispettivamente dei defiunti suoi fratelli Orazio e Nicola - e suo figlio Nicola II, avuto da Elisabetta da Cagli, sua seconda moglie. Appartengono alla produzione di Guido due saliere raffiguranti Diana e Atteone e Diana iraconda, un piatto con La dea Latona: opere queste che portano nel verso l'insegna del memento mori, assunta da Guido Fontana.

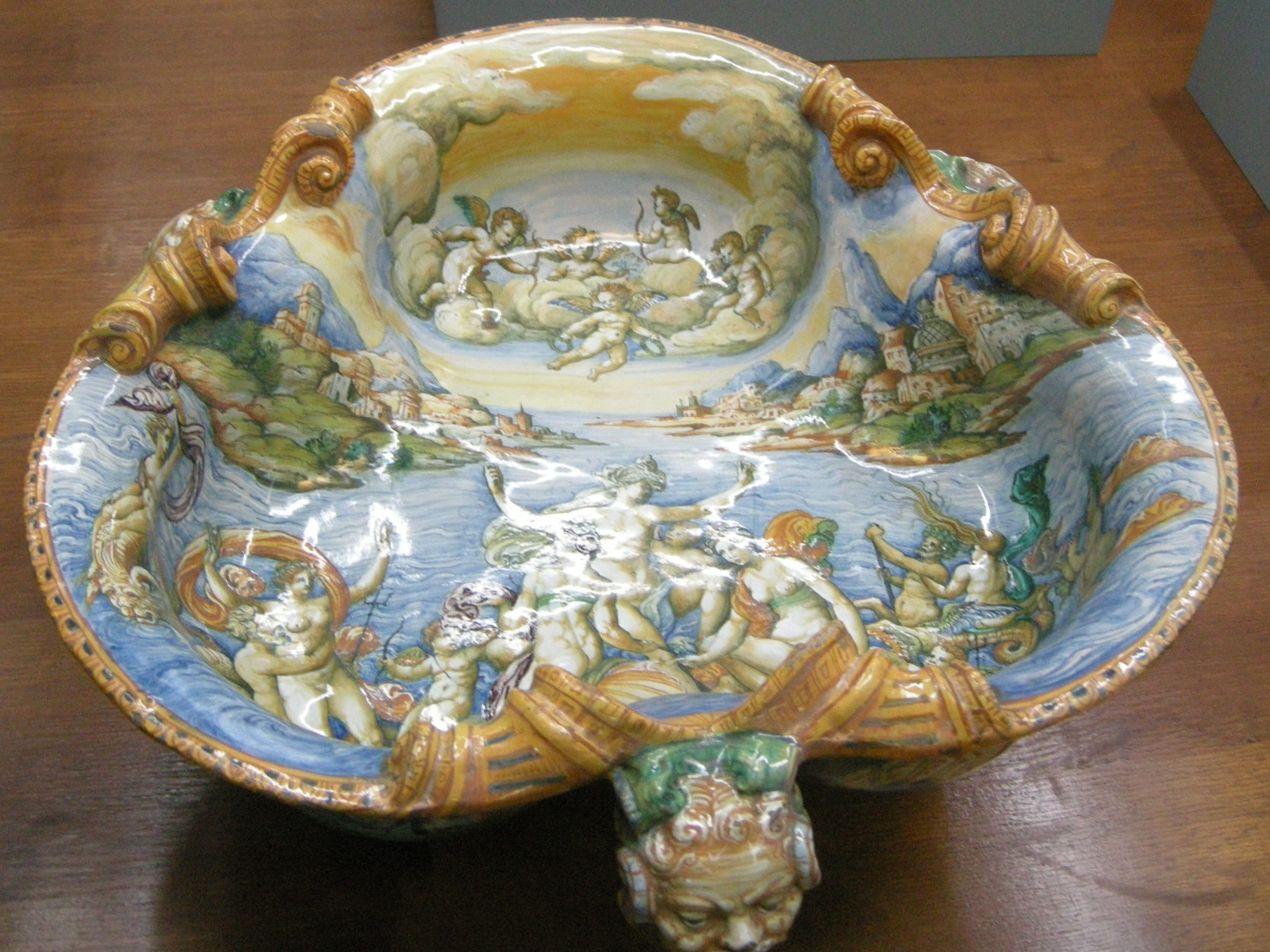
Urbino, bottega di Guido o Orazio Fontana, rinfrescatoio trilobato con divinità marine, 1550-1575 circa, Castello Sforzesco

- Orazio Fontana (morto nel 1571), figlio di Guido. Sposò la veneziana Agnesina Franchetti, da cui ebbe Virginia. Fra il 1541 e il 1544, nella bottega paterna furono prodotti piatti con il monogramma di Orazio. Suo è anche un piatto del 1545, decorato con Incontro fra Alessandro e Diogene e siglato "O. F." Su altri pezzi, dipinti fra il 1561 e il 1571 e conservati a Londra al British Museum, c'è l'indicazione che sono usciti dalla bottega di Orazio. Ebbe la speciale protezione del duca Guidobaldo II Della Rovere. Nel 1563 il duca Emanuele Filiberto di Savoia lo invitò a Torino, per creare un'industria della ceramica in Piemonte. Urbino, bottega di Guido o Orazio Fontana, rinfrescatoio trilobato con divinità marine, 1550-1575 circa, Castello Sforzesco Nel 1562, su cartoni di Taddeo Zuccari e di altri artisti, dipinse i vasi per la credenza di maiolica, inviata da Guidobaldo II in dono a Filippo II di Spagna.[3] Un altro servizio di piatti, di sua produzione, fu inviato da Guidobaldo II a Carlo V. La mano di Orazio si distingue per i paesaggi istoriati, dove gli azzurri dei cieli poggiano sull'ocra-arancio delle rocce stilizzate. Gli elementi decorativi sono elaborazioni da Raffaello Sanzio e da suoi seguaci, dalla Bibbia edita a Francoforte con le illustrazioni di Hans Sebald Beham, da dipinti di Luca di Leida e delle incisioni di Marcantonio Raimondi.

- Camillo Gatti da Casteldurante, figlio di Lodovica, sorella di Guido Fontana.

- Camillo Fontana, figlio di Guido e fratello di Orazio (circa 1525-post 1589). Nel novembre 1549 sposò Margherita di Antonio Spelli. Lavorò nell'impresa familiare e rimase ad Urbino fino a metà dell'ottavo decennio del Cinquecento, quindi dopo la morte di Orazio e di Guido e al trasferimento a Firenze del nipote Flaminio (figlio di Nicola I). Cipriano Piccolpasso nel 1565, attribuisce il merito a "Camillo et Oratio" di essere artefici della "fioritura dell'arte del vasaio".[4] Urbino, Niccolò Pellipario, piatto con Enea verso la casa di Evandro, 1528-1535 circa, Castello SforzescoIl Rackham[5] attribuì a Camillo il piatto con Le Muse e le Meridi, conservato nel Fitzwilliam Museum di Cambridge, un frammento nella collezione Wallace di Londra, un vaso esagonale al Victoria and Albert Museum e un piccolo vaso nel British Museum che è stato riconosciuto come di porcellana. Ma il Mallet[6] ha contestato queste attribuzioni, assegnando le opere al cugino Camillo Gatti.

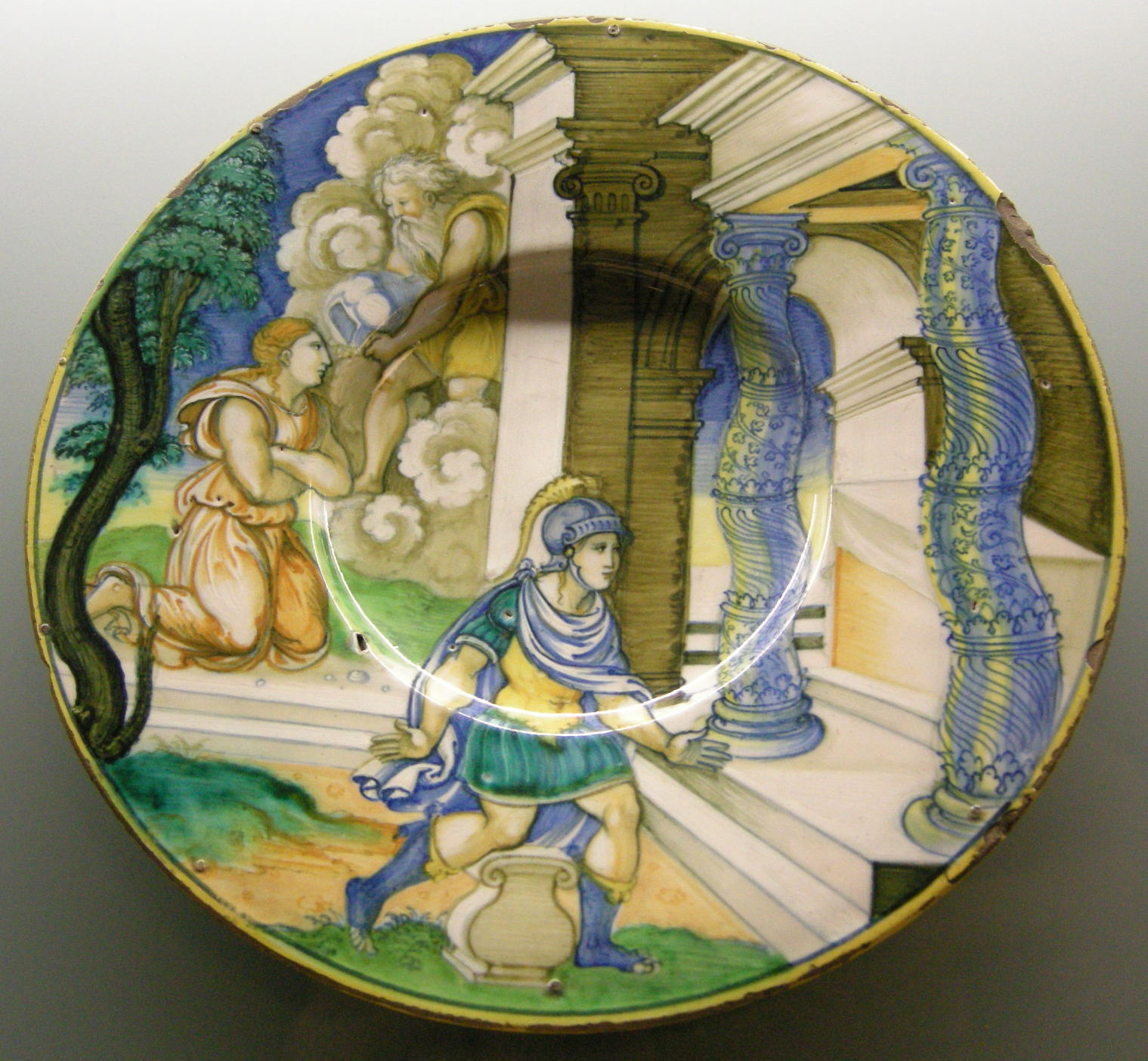
Urbino, Niccolò Pellipario, piatto con Enea verso la casa di Evandro, 1528-1535 circa, Castello Sforzesco

- Flaminio Fontana, figlio di Nicola I (un ceramista, del cui lavoro non rimane testimonianza) che Guido Fontana aveva avuto dalla prima moglie Giovanna Vichi. Rimasto orfano di padre, Flaminio si formò nella bottega dello zio Orazio, al quale fu assegnato in seguito alla divisione dei beni, avvenuta nel 1565 tra Guido e Orazio. Si trasferì a Firenze nel 1572, alla corte di Francesco de' Medici e fu protetto dall'architetto Bartolomeo Ammannati che aveva sposato la poetessa urbinate Laura Battiferri. Restò a Firenze fino al 1578, dove fondò una scuola di pittura su maiolica. Fra il 1587 e il 1591 Flaminio risulta a Urbino, come afferma Pungileoni.[7] A Flaminio sono attribuite opere, tra cui un piatto al Museo Bargello di Firenze, tre piatti istoriati al Castello Sforzesco di Milano e il piatto con Il giudizio di Paride, che è a Venezia al Museo Correr e che è siglato al rovescio del piedino con le iniziali F. Fo.

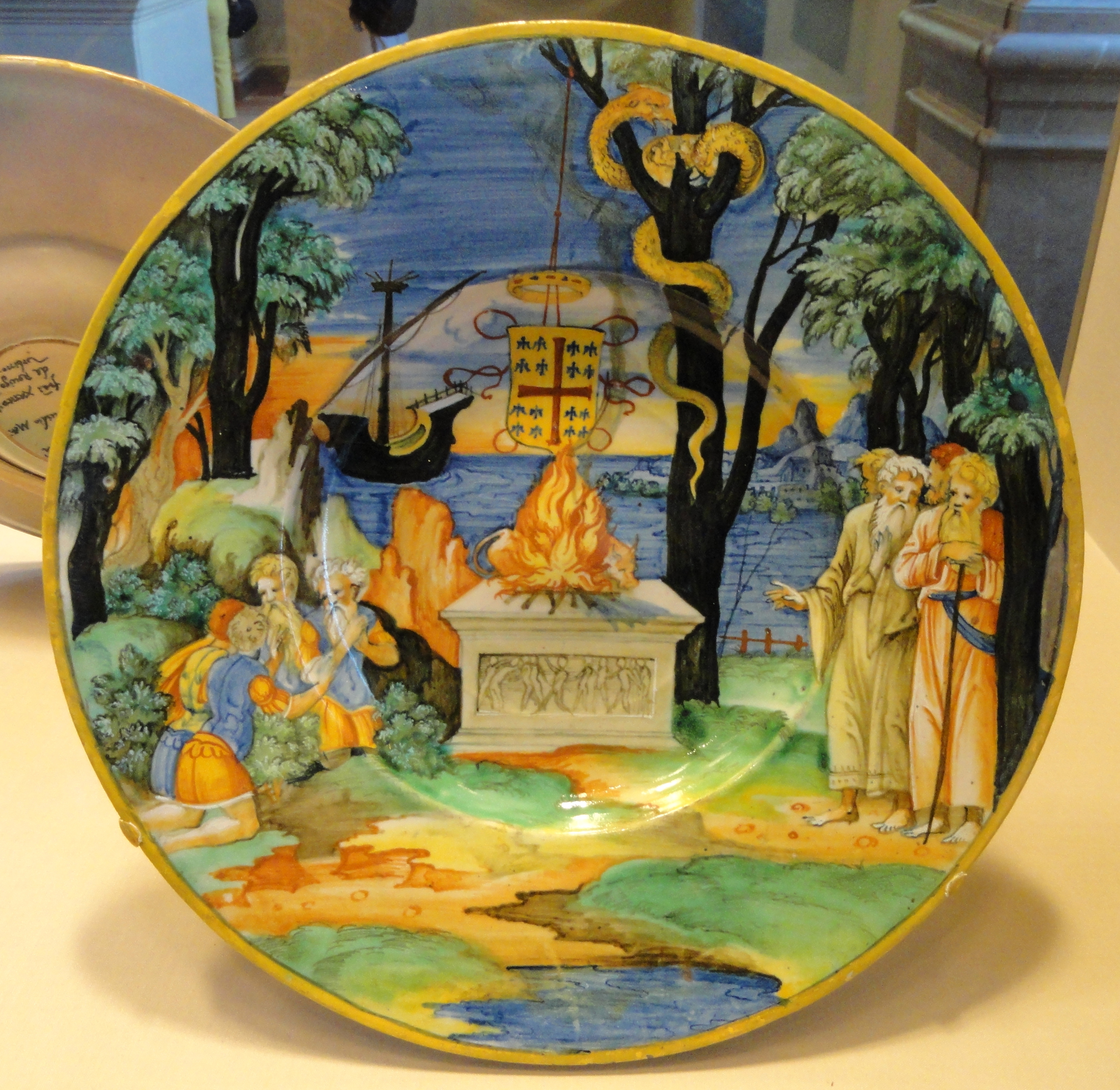
Guido Durantino (Fontana), piatto con sacrificio, con stemma Montmorency, 1535 National Gallery of Art, Washington